# Mortes em 2021
Esta é uma relação de pessoas notáveis que morreram durante o ano de 2021.